# Pitico
Manuel Inácio Silva Filho, mais conhecido como Pitico (Caxias do Sul, 1 de julho de 1963) é um ex-futebolista brasileiro.

## Carreira
Longe vão os tempos com a camisola do Central de Caruaru, onde despontou em 1986. "Depois de Pelé e Zico, temos Pitico", era anunciado em letras garrafais num jornal brasileiro, prevendo uma carreira auspiciosa ao rapaz de Caxias do Sul, no estado do Rio Grande do Sul.
Sob as ordens de Emerson Leão, mudou-se para o Sport Recife, onde ganhou o título brasileiro de 1987. Mas Pitico tinha o sonho de jogar numa equipa de São Paulo. O objectivo foi concretizado quando o mesmo Emerson Leão trocou de emblema e quis levá-lo consigo para o São José."
O encanto da cidade cosmopolita durou apenas quatro meses. Debaixo do olho do Sporting, que optou por Marlon Brandão, o jovem extremo foi também observado por José Augusto, antigo "Magriço" e estrela do Benfica, na altura treinador do Farense.
Em 1988, chega a Faro rotulado de craque. Durante sete anos, foi a grande estrela de uma equipa recheada de bons jogadores, que chegou à final da Taça de Portugal, em 1990. O seu futebol encantou emblemas mais poderosos e o técnico brasileiro Marinho Peres, do Sporting CP, insistiu em levá-lo para Alvalade. No último momento, a massa associativa algarvia fez pressão sobre a "directoria" do Farense e o negócio falhou.
Benfica e Vitória de Setúbal também o namoraram, mas a transferência nunca se concretizou. Só em 1994, entrou em ruptura com a direcção algarvia e mudou-se para o Beira-Mar, que recorda como "um clube inesquecível".
Dois anos depois voltou ao Algarve, para ser jogador e treinador do Imortal de Albufeira. A experiência não durou muito tempo e o empresário Fernando Barata convidou-o para director desportivo.
As coisas não correram bem e ingressa ainda no Olhanense por uma época, antes de rumar para o Alentejo em 2001, no São Marcos, onde se tem mantido até 2016.

## Títulos
Sport
- Campeão Brasileiro: 1987

Sporting
- Finalista da Taça de Portugal: 1989